# رود ماما
رود ماما (انگلیسی: Mama) یک رودخانه در استان ایرکوتسک کشور روسیه است.